# Ancenis
Ancenis / Ankiniz là một xã trong vùng hành chính Pays de la Loire, thuộc tỉnh Loire-Atlantique, quận Ancenis, tổng Ancenis. Tọa độ địa lý của xã là 47° 21' vĩ độ bắc, 01° 10' kinh độ đông. Ancenis / Ankiniz nằm trên độ cao trung bình là 13 mét trên mực nước biển, có điểm thấp nhất là 5 mét và điểm cao nhất là 41 mét. Xã có diện tích 20,07 km², dân số vào thời điểm 1999 là 7010 người; mật độ dân số là 349 người/km².

## Thông tin nhân khẩu
| 1962  | 1968  | 1975  | 1982  | 1990  | 1999  |
| ----- | ----- | ----- | ----- | ----- | ----- |
| 5.102 | 5.648 | 6.997 | 7.076 | 6.896 | 7.010 |

## Các thành phố kết nghĩa
- Bad Brückenau, Đức
- {{Flagicon|Liên hiệp Anh]] Kirkham, Lancashire, Vương quốc Anh

## Nhân vật nổi tiếng
- Bernard Toublanc-Michel, đạo diễn (1927).
- Édouard Landrain, chính trị gia (1930-2006)

## Địa điểm tham quan
- Lâu đài
- Nhà thờ Saint-Pierre
- Nhà thờ Notre-Dame de la Délivrance
- Musée d'Art et d'Histoire